# 環球動漫嬉戲谷
环球动漫嬉戏谷是一个位于的中华人民共和国江苏常州南部的主题公园。 公园的主题是受视频游戏系列魔兽世界和星际争霸的啟發的。据报道建立费用为48兆美元，并不是动暴风雪正式授权或认可的。